# روزدیل، آلبرتا
روزدیل، آلبرتا (به انگلیسی: Rosedale, Alberta) یک منطقهٔ مسکونی در کانادا است که در آلبرتا واقع شده‌است. روزدیل ۱٫۹۸ کیلومتر مربع مساحت و ۳۳۵ نفر جمعیت دارد.